# Кали Суитс
Кали Суитс (на английски: Cali Sweets) е американска порнографска актриса и уеб модел от афроамерикански произход.

## Биография
Кали Суитс е родена на 9 ноември 1988 година в Лас Вегас, Невада. Дебютира като актриса в порнографската индустрия през 2012 година.

## Частична филмография
- 2013 – Booty Talk 96
- 2013 – Deep Throat This 61
- 2013 – Pretty Young Things
- 2013 – Couples Seeking Teens 12
- 2013 – The Black Book
- 2012 – The Black Pack